# Maulbronni kolostoregyüttes
A maulbronni kolostoregyüttes egy hajdani ciszterci apátság Maulbronn szélén, Németország Baden-Württemberg tartományában. Ezt tekintik a legjobb állapotban fennmaradt középkori kolostornak az Alpoktól északra. Az együttesben a román stílustól a késő gótikáig minden irányzat megtalálható. A zárt fallal határolt épületegyüttesen ma helyet kapott a maulbronni városháza, a rendőrség, az evangélikus gimnázium szemináriuma, több igazgatási épület és több vendéglő is. 1993 decembere óta a kolostor a világörökség része.

## Legendák
- A kolostor alapítása

A forrás fülkéjében levő címer szerint a szerzetesek nem tudták eldönteni, hol építsék fel a kolostort. Ezért megraktak egy öszvért (németül Maultier) a kolostor kincseivel és engedték elfutni. Az öszvér egy kútnál (németül Brunnen) állt meg. Innen származik a kolostor Maulbronn neve.
- A húsos derelye feltalálása

Azt mondják, hogy a maulbronni kolostor szerzetesei úgy kerülték meg a böjtidőben való húsevés tilalmát, hogy a húst apróra vagdalva egyéb hozzávalókkal tésztából készült zsebbe (Tasche) rejtették, hogy az Úristen az égből ne lássa meg. Innen származik az étel német neve: Maultasche.

## Története

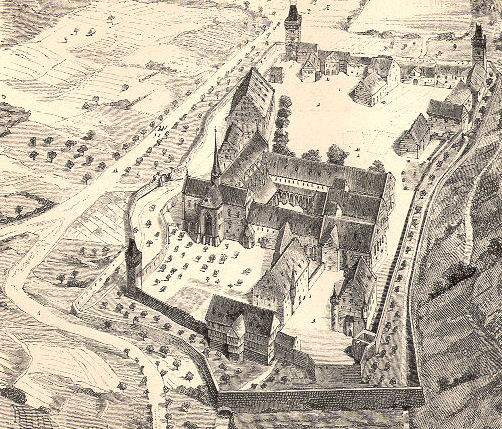
A kolostor 1891-ben

A ciszterci rend Németországban is nagy népszerűségnek örvendett, többek között Clairvaux-i Szent Bernát hatékony működésének köszönhetően a Dél-Németországban például Walter von Lomersheim az örökségül kapott birtokát egy ciszterci kolostor alapítására fordította és ő maga is készült beállni laikus testvérnek. Ez az Eckenweiher nevű birtok Mühlacker und Lienzingen között helyezkedett el. Az elzászi Neuburg kolostor megbízásából Dieter apát és tizenkét szerzetes 1138-ban megalapította az eredeti kolostort. A hely viszont nem volt alkalmas a kolostor alapításhoz, többek között hiányzott a víz. 1146 körül Günther speyeri püspök személyesen vette kézbe az ügyet. A helyet alkalmatlannak nyilvánította és a kolostornak ajándékozta a mulenbrunneni püspöki hűbéri birtokot. Az áthelyezés vélhetőleg 1147 nyarán történt.
A kolostor hamarosan a környék gazdasági, társadalmi és politikai központjává nőtte ki magát.

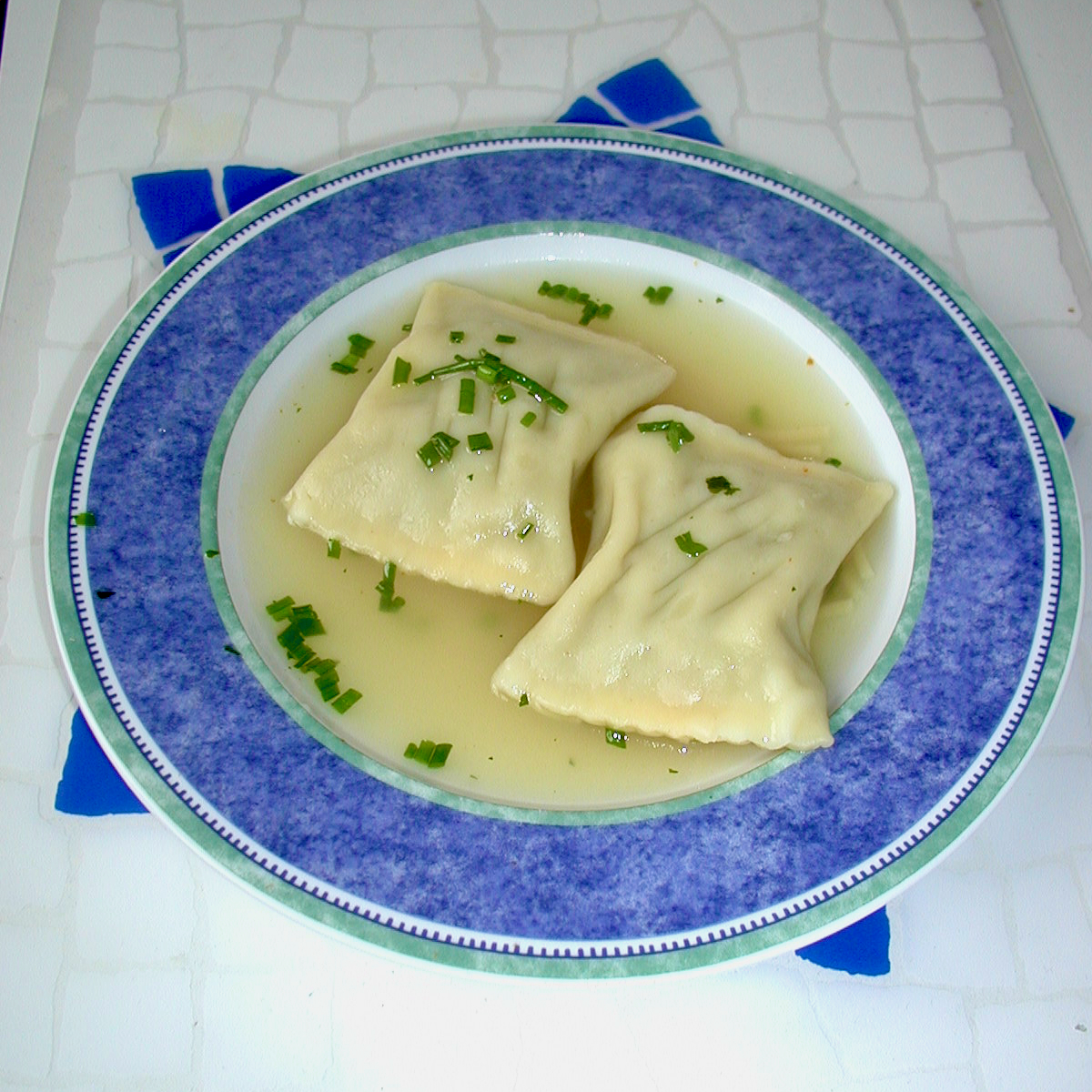
Maultaschensuppe = Húsos derelyés leves

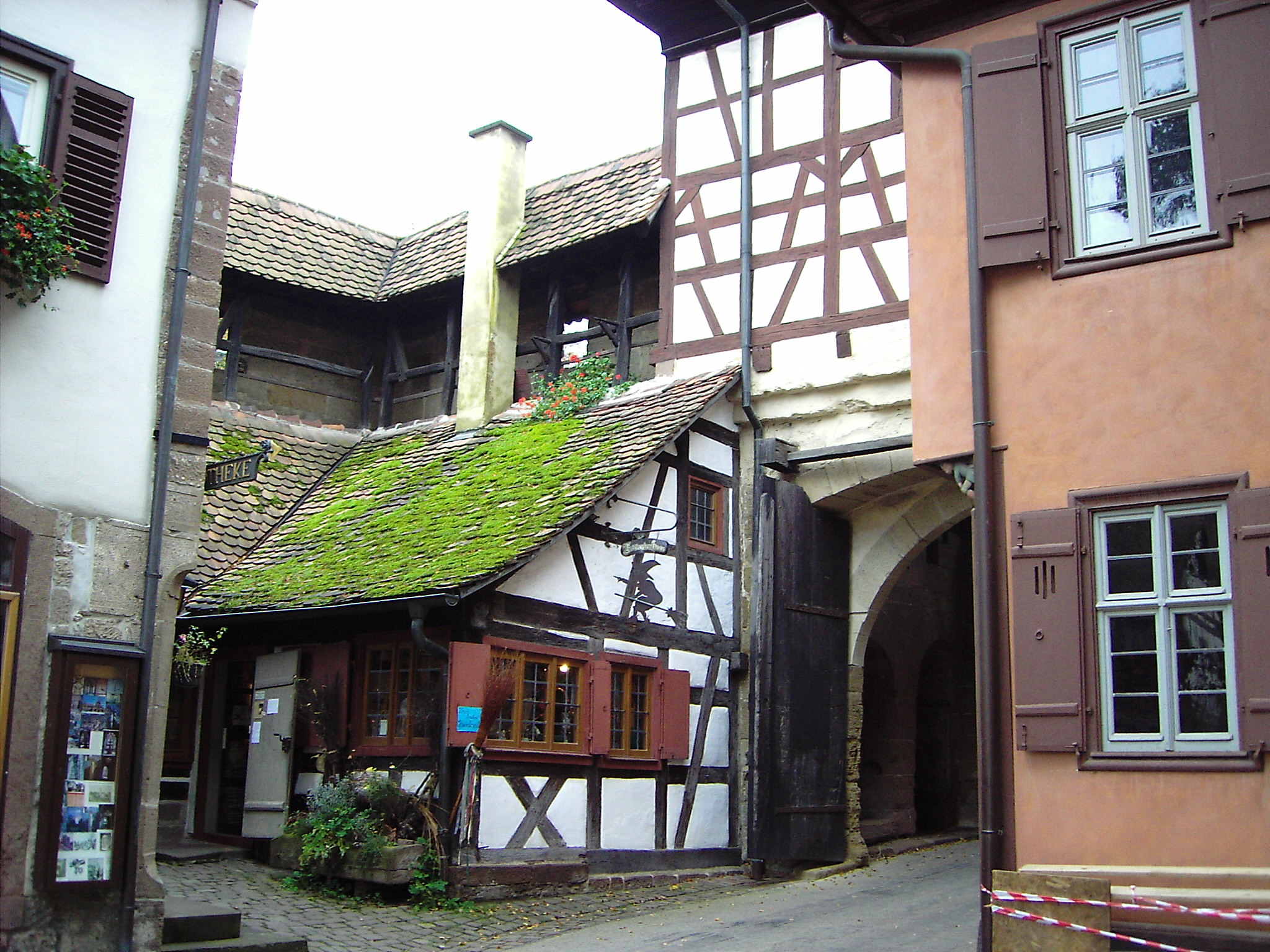
Őrház

1156-túl kezdve a kolostor a császár védelme alatt állt. 1232-ben megerősítették a császári várnagyot. Utána azonban a konvent a speyeri püspököt választotta az apátság védelmezőjének. Ő viszont úgy tűnik, hogy továbbadta a várnagyságot Heinrich von Enzberg hűbéresének, aki 1236-tól jelenik meg az apátság védelmezőjeként.A következő évtizedek Enzberg urai különböző viszályokat szítottak, és próbálták az apátságot saját céljaik kiépítésére használni. 1325-től a védelmet a pfalzi grófokra bízták. 1504-től a várnagyság véglegesen Württemberghez került.
1504-től a kolostorok erőszakos reformációja következett be. A kolostor először a gyűjtőként szolgált Württemberg összes renitens szerzetese számára. Az apátság 1537-ben áttette a székhelyét az elzászi Pairis priorságba. 1556-tól Christoph württembergi herceg a tizenkét württembergi kolostorban evangélikus kolostori iskolákat állított fel, de ezeknek a száma az idők folyamán csökkent. Maulbronn egyike a kevés evangélikus szemináriumnak, amely túlélte az évszázadokat.
A kolostor iskolává alakítását a reformáció idején jogilag sokáig vitatták. A császár kétszer is megpróbálta ezt visszafordítani: 1548-1555 és 1630-1649 között ismét a szerzetesek költözhettek a kolostorba.

## Időrendi adatok

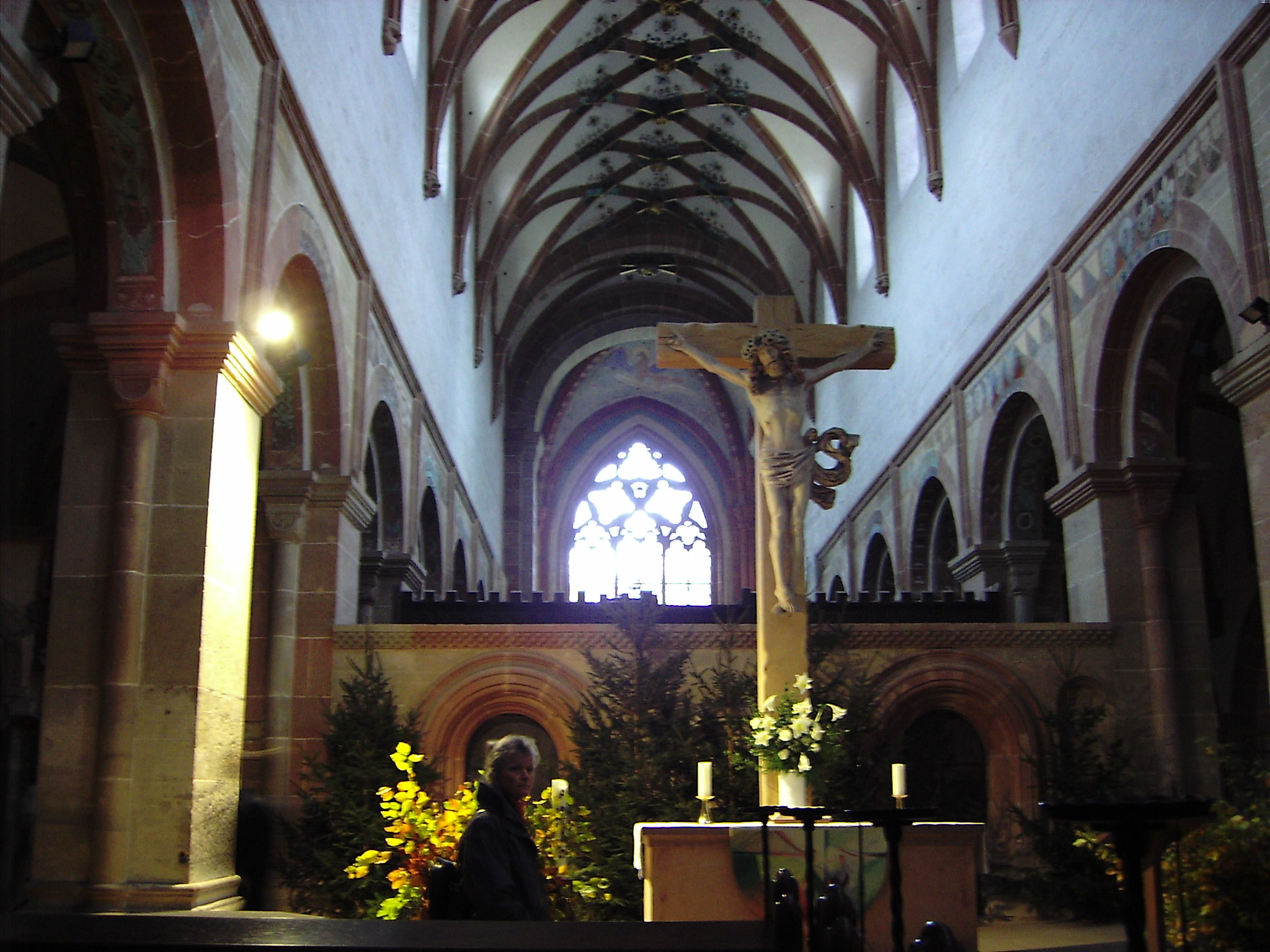
A kolostori templom belseje

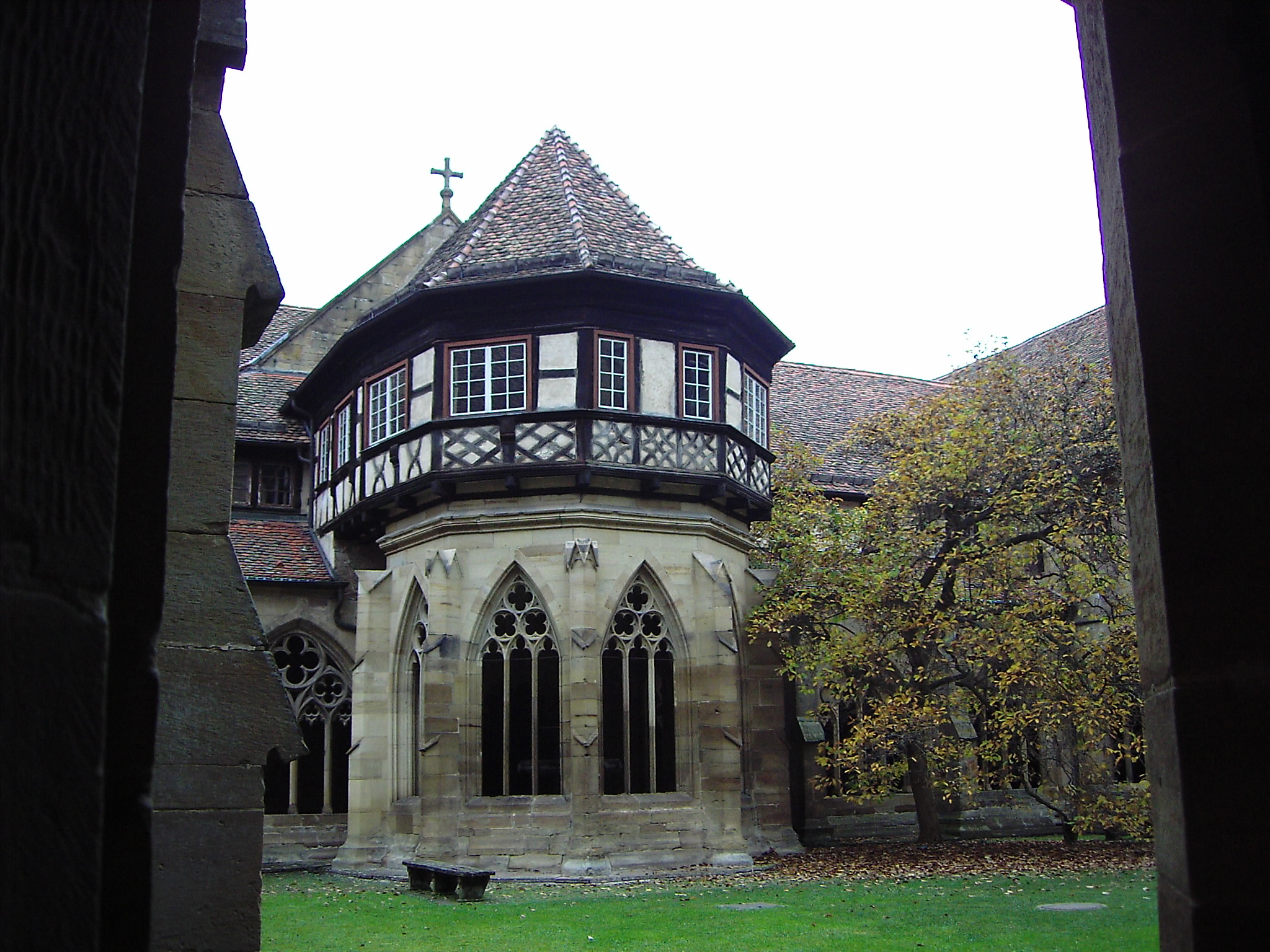
A kút a kerengő felől

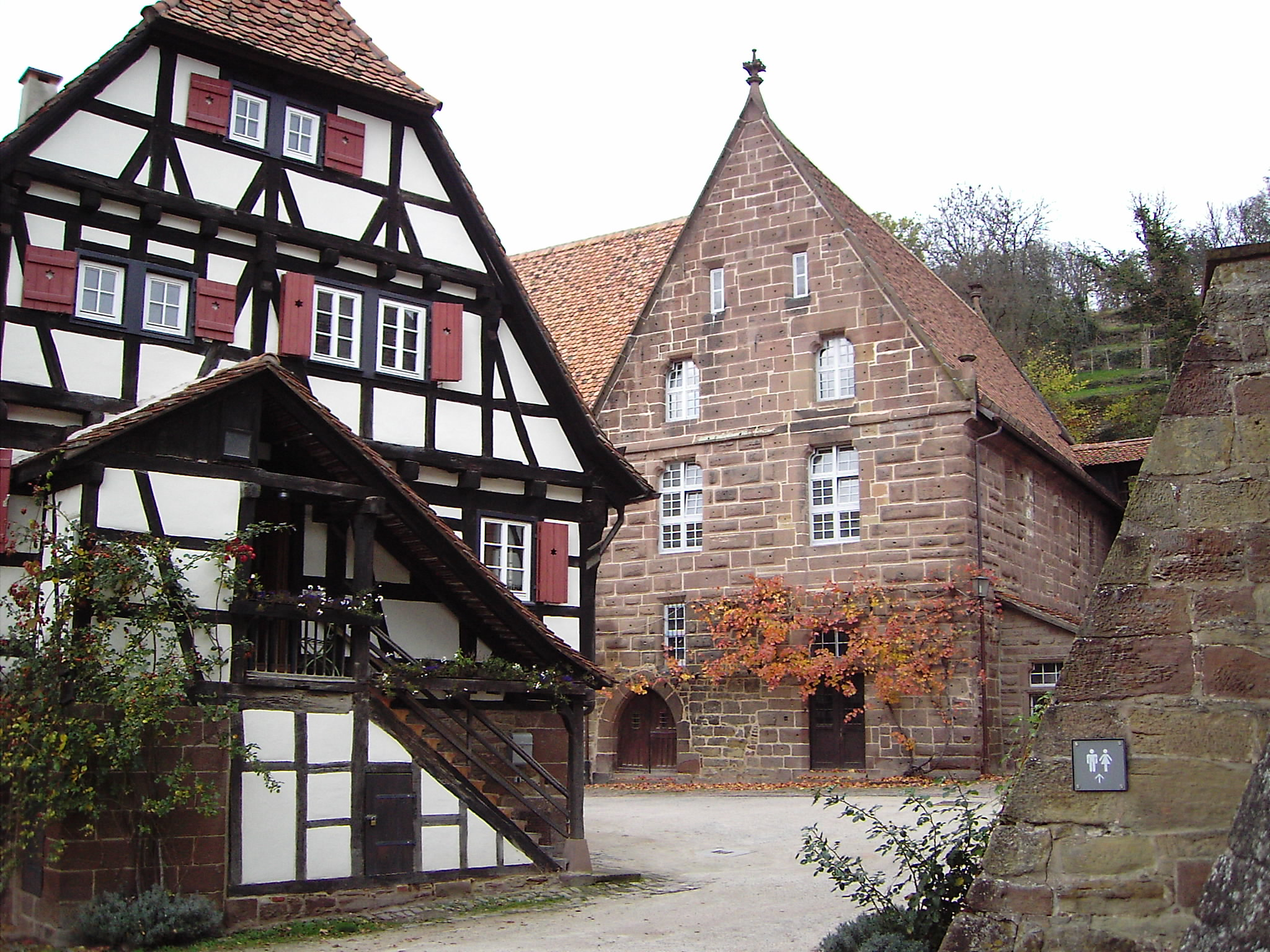
Bal oldalon a sütőház

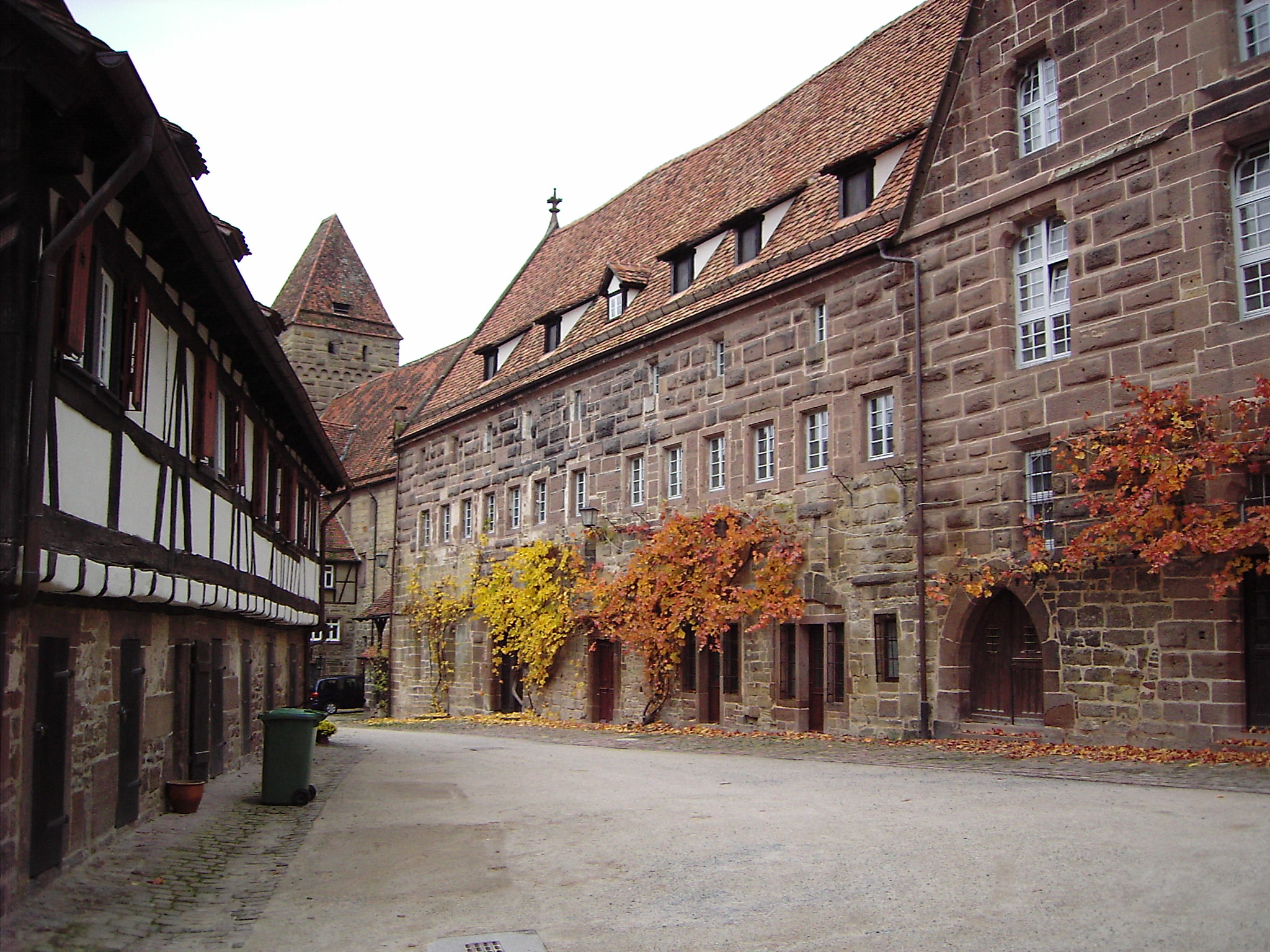
A kolostor malma (ma ifjúsági szállás

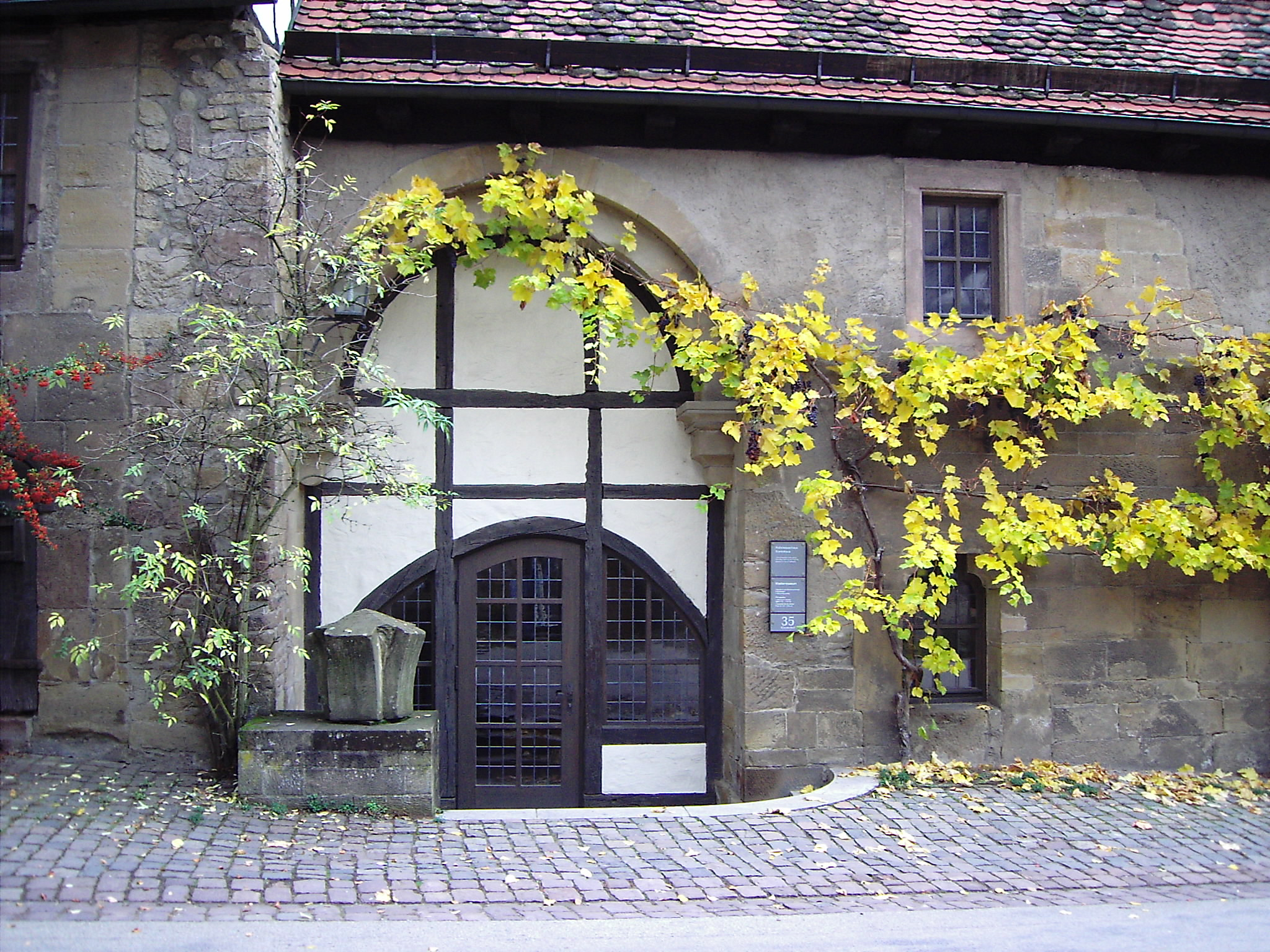
A kolostor fogadója (ma gyógyszertár)

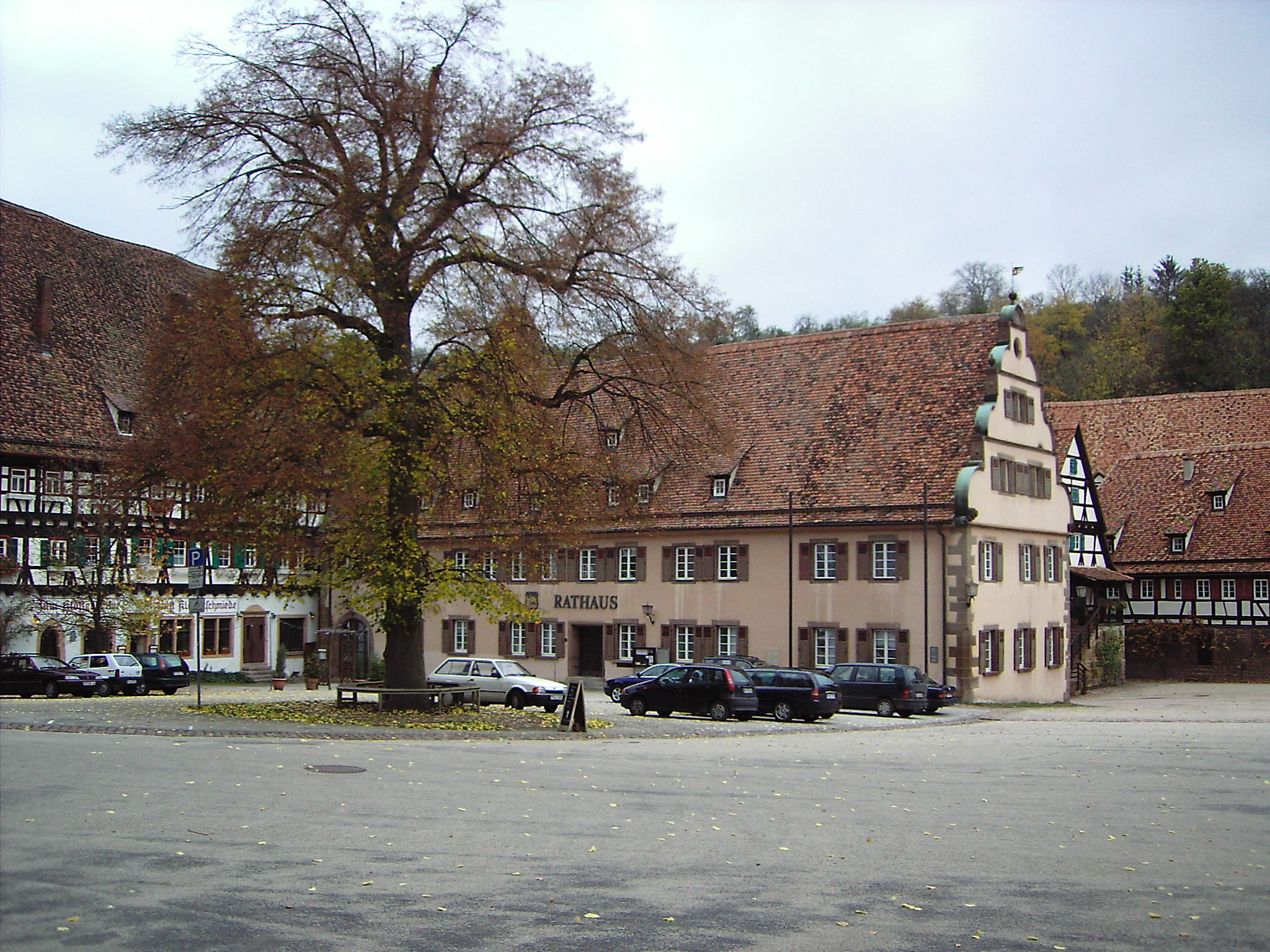
A városháza, balról a kovácsműhely

- 1138 Dieter apát és 12 szerzetes az elzászi Neuburg ciszterci kolostorából kolostort építenek Eckenweiherben
- 1146 Clairvaux-i Szent Bernát apát Speyerben
- 1147 Günther speyeri püspök a "Mulenbrunnen" nevű birtokot Dieter apátnak ajándékozza, aki áthelyezi a kolostort Maulbronnba
- 1148 III. Jenő pápa menlevelet adományoz a kolostornak.
- 1153 I. Lajos württembergi gróf a kolostornak adományozza Elfingen falut
- 1156 I. Frigyes német-római császár birodalmi védelem alá helyezi a kolostort.
- 1178 I. Arnold trieri érsek felszenteli a kolostor templomát
- 1201 A kolostor homlokzatának kiépítése (pince és laikus refektórium)
- 1210 körül az előcsarnok építése
- 1215 körül a kerengő déli csarnokának építése
- 1225 körül a refektórium és a felolvasóterem építése
- 1300 körül a kerengő nyugati részének építése
- 1350 körül a kerengő északi részének és a kút-kápolnának építése, a keleti rész építése a felolvasóteremmel és a János-kápolnával
- 1361 Johann I. von Rottweil lesz az apát és fallal véteti körbe a kolostort
- 1424 a templom átépítése gótikus stílusban
- 1441 a pfalzi gróf megerősíti a várat falakkal, tornyokkal és oromzatokkal
- 1479 a kolostor előcsarnokának építése
- 1493 a parlatórium építése
- 1495 az imaterem befejezése
- 1501 a kőbaldachin felállítása a laikus templom főhajójában
- 1504 Ulrich von Württemberg herceg elfoglalja a kolostort
- 1512 Johannes VIII. Entenfuß lesz az apát és élénk építkezésbe kezd
- 1516 Entenfuß apát a kolostorba hívja Johann Georg Faustot, hogy aranyat csináljon
- 1517 a csigalépcsővel befejeződik az udvarház átépítése
- 1518 Entenfuß apátot pazarlás miatt elmozdítják
- 1519 Franz von Sickingen lovag felgyújtja a kolostort
- 1521 megépül a sütőház
- 1525 a fellázadt parasztok kifosztják a kolostort
- 1534 Ulrich württembergi herceg elveszi a kolostort
- 1537 Johann IX. apát áthelyezi az apátságot az elzászi Pärisbe
- 1547 V. Károly német-római császár ismét visszaadja a kolostort a cisztercieknek.
- 1556 Christoph württembergi herceg evangélikus iskolát alapít a kolostorban
- 1558 Valentin Vannius lesz az első evangélikus apát
- 1580 a magtár bővítése
- 1586-89 Johannes Kepler a kolostor diákja
- 1588 hercegi vadászkastély építése
- 1600 Kápolna építése a kút fölé
- 1630 A kolostort fegyveres erőszakkal visszaadják a cisztercieknek
- 1632 II. Gusztáv Adolf svéd király győzelmét követően a szerzetesek ismét elhagyják a kolostort
- 1633 ismét evangélikus apát kerül hivatalba
- 1634 az evangélikus kolostori iskola újraindítása; Schaller apát és a ciszterciek visszatérése
- 1648 a vesztfáliai béke során Maulbronnt a protestánsoknak adják
- 1656 az evangélikus kolostori iskola újraindítása
- 1692 a kolostor diákjait biztonságba menekítik Ezéchiel de Mélac csapatai elől
- 1702 a kolostori iskola újraindítása
- 1751 az apát háza összedől
- 1786-88 Friedrich Hölderlin a kolostori iskola diákja
- 1806 I. Frigyes württembergi király megszünteti a kolostort
- 1807 a kolostori iskolát összevonják a bebenhausenival
- 1818 Maulbronn evangélikus teológiai szeminárium lesz
- 1831-35 Georg Herwegh a szeminárium diákja
- 1891-1892 Hermann Hesse a szeminárium diákja

## Leírás

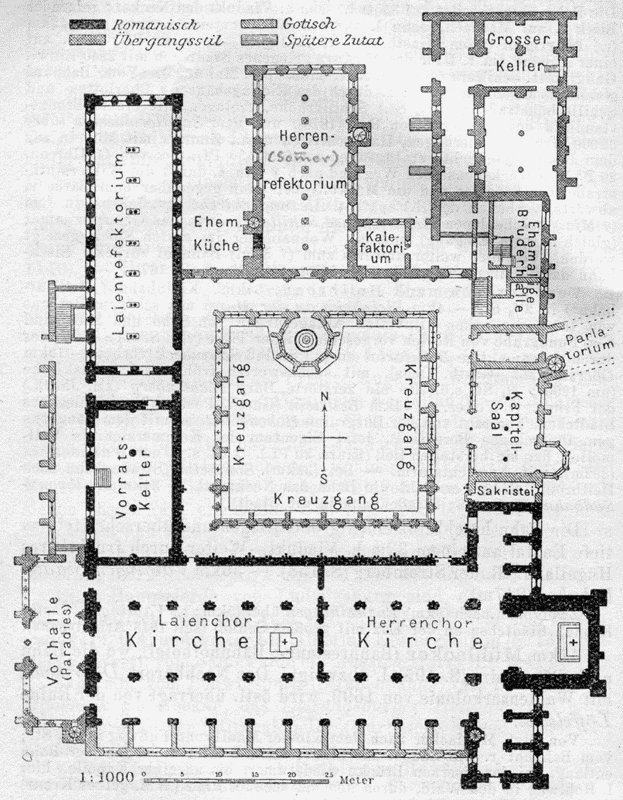
Alaprajz

A főbejárat előtt korábban a kolostorárok volt, amely felett a kőhíd helyén fahíd vezetett át. A kaputorony nyugati homlokzatán még láthatók a nyílások, amelyeken át haladtak a híd felhúzásához használt láncok.
A kolostor bejárata melletti cellában lakott a kapus, aki leültette a vendégeket a cellájában és bejelentette őket az apátnak. A szerzeteseket azonnal beengedte, nőket egyáltalán nem. A férfiakkal szemben a vendégbarátság szent kötelesség volt: a szegényeket és a betegeket úgy kellett fogadni, mintha maga Krisztus jött volna el.
A kolostor udvara a zártságával tűnik ki. Rögtön a kapu mögött, a gyógyszertár helyén, állt a kolostor fogadója.  A kapu melletti kápolnának az volt a rendeltetése, hogy a kolostorba be nem engedett nők is tudjanak misét hallgatni.
A reneszánsz tanácsház előtt egy öreg hársfa áll. A bognárműhely mögött a kolostor magtárja található, amely régi alapokon 1580-ban épült. A tér közepén álló favázas ház volt a kolostor intézősége.
A kolostor templomának az előcsarnokát "Paradicsomnak" nevezik, mivel az előteret a bűnbeesésről szóló történet képeivel szokták kifesteni. A Paradicsom utolsó ábrázolása 1522-ből származik. A háromhajós bazilika 1147-1178 között román stílusban épült. Szokatlanul hosszú, mivel a főhajó két templomot egyesít, a laikusokét és a szerzetesekét; a kettőt egy román stílusú szentélyrekesztő választja el. A feszület különlegessége, hogy a kőkereszt és a korpusz egyetlen tömbből készült, és úgy van betájolva, hogy az év leghosszabb napjain pontosan tíz órakor a napsugarak megvilágítják Krisztus töviskoronáját.
A 14. századi kútház a déli kertben található. A kerengőn levő mosdót a rend szabályzata írta elő. A kút legalsó medencéje a gótikus kápolnával egyidős, a két felső újabbkori.
A kútházzal szembeni ajtó a refektóriumba vezet, vagyis a szerzetesek ebédlőtermébe. A laikus refektórium a templom után a legnagyobb boltíves terem a kolostoregyüttesben. A parlatórium, vagyis a beszélőterem volt az a hely a kolostorban, ahol a szerzetesek egymással illetve a rend feljebbvalóival a legszükségesebbeket megbeszélhették. A felolvasóterem volt a napi gyűlések színhelye, ahol fejezeteket olvastak fel a rend szabályzatából.

## Bélyegek és érmék
- 1998. január 22-én a német posta egy különbélyeget adott ki, amely a kolostor templomát és a kolostor alaprajzát ábrázolja.
- 2012-től olyan 2 eurós emlékérmet bocsátanak ki, amelynek a hátoldalán a kolostor látható.

## Fordítás
Ez a szócikk részben vagy egészben a Kloster Maulbronn című német Wikipédia-szócikk ezen változatának fordításán alapul.  Az eredeti cikk szerkesztőit annak laptörténete sorolja fel. Ez a jelzés csupán a megfogalmazás eredetét és a szerzői jogokat jelzi, nem szolgál a cikkben szereplő információk forrásmegjelöléseként.